# 525º aniversario del Descubrimiento de América
Las celebraciones por el 525 Aniversario del Descubrimiento de América fueron un conjunto de actuaciones, destinadas a conmemorar tanto la llegada de los españoles en 1492 al continente americano, como la importancia de este hecho en la historia universal. Para tal fin, en el año 2017, la Diputación de Huelva organizó una Comisión para la Conmemoración, con la finalidad de preparar, programar, organizar, coordinar y ejecutar las actividades destinadas a la celebración de dicho acontecimiento, la cual decidió denominar al evento con el nombre de 525 aniversario del encuentro entre dos mundos.
Las celebraciones proyectadas consistieron en actividades culturales, deportivas, académicas, turísticas, institucionales y de sensibilización ciudadana.
En los Lugares colombinos, las celebraciones locales se denominaron 525 Aniversario del Descubrimiento de América, y contempló multitud de actos conmemorativos, rememorando la participación clave de Palos de la Frontera, su monasterio de La Rábida y Moguer en el viaje descubridor.

## En España

### Comisión organizadora
La comisión organizadora estaba formada por el Ministerio de Educación, Cultura y Deporte, la Junta de Andalucía, la Diputación Provincial de Huelva, el Ayuntamiento de Moguer, El Ayuntamiento de Palos de la Frontera, El Ayuntamiento de Huelva, El Ayuntamiento de San Juan del Puerto, la Universidad de Huelva (UHU), la Universidad Internacional de Andalucía (UNIA), y la Universidad Nacional de Educación a Distancia (UNED). La disposición ministerial que denominó al acontecimiento como «525 Aniversario del Descubrimiento de América en Palos de la Frontera (Huelva)» lo calificó como "acontecimiento de excepcional interés público".
En su dossier de presentación se destacó el sentido de la iniciativa con la siguiente argumentación:

«Pocos acontecimientos han tenido mayor transcendencia para la Historia de la Humanidad que la llegada de Colón a América en 1492. El encuentro entre dos mundos separados por un océano inabarcable y mítico, marcó el devenir del orbe y la entrada en la Era Moderna, componiendo imperios y relaciones de poder, modificando patrones económicos y promoviendo transformaciones sociales cuyas huellas conforman el mundo que conocemos. A partir de 1492, la humanidad comenzó a tener una idea cabal de cómo era el planeta que habitaba.

A punto de cumplirse 525 años de la efeméride, la provincia de Huelva, con los Lugares Colombinos a la cabeza, reafirma su vocación americana y su deseo de ser puerta de entrada cultural, económica, académica e institucional de los países iberoamericanos, con los que ha compartido durante siglos una historia común.

Los elementos objetivos y simbólicos de esta identidad, basados originariamente en una historia y lengua compartidas, han evolucionado hacia el conocimiento más profundo de la realidad de los países iberoamericanos, estableciéndose una relación de igualdad, respeto, admiración e interés mutuo que, sin soslayar el pasado, apunta claramente al futuro que deseamos compartir.»

### Objetivos
La iniciativa “525 aniversario del encuentro entre dos mundos” expresó el compromiso de las instituciones promotoras del evento por aunar, bajo una marca y objetivos comunes, el plan de actividades contempladas para conmemorar la efeméride. Entre sus objetivos se encontraban:
- Reafirmar la vocación americana como seña de identidad específica de la provincia de Huelva.
- Crear los cimientos que permitan desarrollar esa vinculación en el tiempo, para que sea percibida y asumida por la sociedad onubense como un valor de futuro.
- Fijar la marca América a nuestro territorio, y muy especialmente al de los Lugares Colombinos vinculados con el Encuentro.
- Identificar nuestro territorio como escaparate americano en 2017, a través de las plataformas de actividades diseñadas por las instituciones participantes.
- Promocionar los lugares históricos y desde ellos la provincia de Huelva en sus vertientes turísticas, económicas y culturales.